# Francis Manioru
Francis Manioru (ur. 17 września 1981) – salomoński lekkoatleta, sprinter. Jego rekord życiowy w biegu na 100m wynosi 10,99 sek. Uczestniczył w Igrzyskach Olimpijskich w 2004 i 2008 roku, Igrzyskach Wspólnoty Narodów w 2006 r. w Melbourne oraz Mistrzostwach Świata 2011 w Daegu. Na żadnej z tych imprez nie awansował do drugiej rundy konkursu.

## Rekordy życiowe
| Dystans | Wynik | Miejsce    | Data                |
| ------- | ----- | ---------- | ------------------- |
| 60 m    | 7,07  | Moskwa     | 10 marca 2006       |
| 100 m   | 10,99 | Nowe Delhi | 6 października 2010 |